# Спусък
Спусък – детайл от ударно-спусковия механизъм на ръчното огнестрелно оръжие. За да се произведе изстрел, стрелецът натиска с пръст опашката на спусъка, последният въздейства на шепталото (непосредствено или чрез междинен детайл) и произвежда спуск на петлето или ударника от бойно положение. За предпазване от случайно натискане спусъкът е защитен от спусковата скоба. При самозареждащите се механизми натискането на спусъка освен изстрел поставя петлето в бойно положение. Ходът на спусъка и усилието, упражнявано върху него в този случай, е много по-голямо.
В редица автоматични пистолети (Колт М1911, ТТ, Vis.35 и др.) ролята на спусък изпълнява плоска пластина, надлъжно движеща се в направляващи канали на рамата.

## Разновидности
- Шнелер (от на немски: schnell – бърз) – устройство за ускорение на въздействието при малко усилие на натиск (до стотни от грама, против килограми в обикновения механизъм) върху спусъка в ловното, спортното и снайперското огнестрелно оръжие. Улеснява точната стрелба, но изисква опитност на стрелеца. Обикновено шнелера прилича на втори спусък, разположен отзад или отпред на основния. Оръжията снабдени с шнелер са по-сложни и по-скъпи.

- Спусък „цицка“ – спусъкът няма спускова скоба, а е скрит в продолговат прилив на цевната кутия или рамата. Такова решение е често използвано през 19 век.

- Скрит спусък – също не е защитен от скоба, вместо това опашката в неработно положение се завърта на шарнир напред и се притиска към долната повърхност на рамата. Използва се при джобните револвери от 19 век.

- Гашетка – по-рано често се използва в картечниците, например – картечницата на Максим; днес дори и най-тежките картечници имат пистолетна ръкохватка и обикновен спусък.